# Nieuwe watertoren (Oostburg)
De nieuwe watertoren in de Nederlandse plaats Oostburg is een (voormalige) watertoren die tussen 1948 en 1950 gebouwd werd naar ontwerp van architect A.J. van Eck. De toren bevindt zich aan de Bredestraat 67/69 en heeft een hoogte van 55 meter. Er waren vijf waterreservoirs aanwezig (320, 715, 425, 325 en 375 m³) van in totaal 2160 m³.
In 1993 nam kunstenaar Johnny Beerens het initiatief zijn ontwerp voor de beschildering van de watertoren in te dienen bij de gemeente Oostburg. Deze gaf in 1995 deze kunstenaar opdracht de watertoren te voorzien van zijn kunstwerk. Het kunstwerk bestaat uit een geschilderde scheur en waterdruppels op de buitenkant van de toren, waardoor het lijkt alsof er water uit de toren stroomt. Het kunstwerk kreeg de naam De Bron.
Momenteel is de toren opgesplitst in twee woningen.